# Heraclia africana
Heraclia africana là một loài bướm đêm trong họ Noctuidae.